# Біатлон на зимових Паралімпійських іграх 2018
Змагання з  біатлону на зимових Паралімпійських іграх 2018 в  Пхьончхані відбувалися з  10 по 16 березня в центрі лижних гонок та біатлону "Альпензія". Було розіграно 18 комплектів нагород.
Перше місце в медальному заліку з  біатлону зайняла команда  нейтральних паралімпійських атлетів (5 золотих, 5 срібних, 1 бронзова, всього — 11 медалей).
Найбільше медалей з  біатлону на  зимових Паралімпійських іграх 2018 зібрала  Україна (4 золотих, 5 срібних, 5 бронзова, всього — 14 медалей).

## Медальний залік
Жирним  шрифтом виділено найбільшу кількість медалей у своїй категорії
| Загальна кількість медалей (на 16.03.2018 - останній день змагань по біатлону) |                                 |        |        |        |        |
| Місце                                                                          | Країна                          | Золото | Срібло | Бронза | Всього |
| 1                                                                              | Незалежні паралімпійські атлети | 5      | 5      | 1      | 11     |
| 2                                                                              | Україна                         | 4      | 5      | 5      | 14     |
| 3                                                                              | Німеччина                       | 3      | 0      | 2      | 5      |
| 4                                                                              | США                             | 2      | 4      | 1      | 7      |
| 5                                                                              | Франція                         | 2      | 1      | 1      | 4      |
| 5                                                                              | Білорусь                        | 1      | 2      | 3      | 6      |
| 7                                                                              | Канада                          | 1      | 1      | 4      | 6      |
| 8                                                                              | Норвегія                        | 0      | 0      | 1      | 1      |
| Всього                                                                         | Всього                          | 18     | 18     | 18     | 48     |

## Медалісти

### Чоловіки
| Дисципліна                 | Золото                                          | Срібло                                          | Бронза                                                |
| 7,5 км, сидячи             | США Даніель Кноссен                             | Білорусь Дмитро Лобан                           | Канада Коллін Камерон                                 |
| 7,5 км, стоячи             | Франція Бенджамін Давьет                        | Канада Марк Арендз                              | Україна Ігор Рептюх                                   |
| 7,5 км, з порушенням зору  | Україна Віталій Лук'яненко гайд - Іван Марчушак | Білорусь Юрій Голуб гайд - Дмитро Будзіловіч    | Україна Анатолій Ковалевський гайд - Олександр Мукшін |
| 12,5 км, сидячи            | Україна Тарас Радь                              | США Даніель Кноссен                             | США Андрій Соул                                       |
| 12,5 км, стоячи            | Франція Бенджамін Давьет                        | Україна Ігор Рептюх                             | Канада Марк Арендз                                    |
| 12,5 км, з порушенням зору | Білорусь Юрій Голуб гайд- Дмитро Будзіловіч     | Україна Олександр Казік гайд - Сергій Кучерявий | Україна Юрій Уткін гайд - Руслан Перехода             |
| 15 км, сидячи              | Німеччина Мартін Фліг                           | США Даніель Кноссен                             | Канада Коллін Камерон                                 |
| 15 км, стоячи              | Канада Марк Арендз                              | Франція Бенджамін Давьет                        | Норвегія Нільс-Ерік Ульсет                            |
| 15 км, з порушенням зору   | Україна Віталій Лук'яненко гайд - Іван Марчушак | Україна Олександр Казік гайд- Сергій Кучерявий  | Франція Ентоні Чаленкон гайд- Саймон Вальверде        |

### Жінки
| Дисципліна                 | Золото                                                                 | Срібло                                              | Бронза                                          |
| 6 км, сидячи               | США Кендалл Греч                                                       | США Оксана Мастерс                                  | Білорусь Лідія Графеєва                         |
| 6 км, стоячи               | Незалежні паралімпійські атлети Катерина Рум'янцева                    | Незалежні паралімпійські атлети Ганна Міленіна      | Україна Людмила Лященко                         |
| 6 км, з порушенням зору    | Незалежні паралімпійські атлети Михайлина Лисова гайд - Олексій Іванов | Україна Оксана Шишкова гайд - Віталій Казаков       | Білорусь Саханенко Світлана гайд - Роман Ящанін |
| 10 км, сидячи              | Німеччина Андреа Ескау                                                 | Незалежні паралімпійські атлети Марта Зайнулліна    | Незалежні паралімпійські атлети Ірина Гуляєва   |
| 10 км, стоячи              | Незалежні паралімпійські атлети Катерина Рум'янцева                    | Незалежні паралімпійські атлети Ганна Міленіна      | Україна Людмила Лященко                         |
| 10 км, з порушенням зору   | Незалежні паралімпійські атлети Михайлина Лисова гайд - Олексій Іванов | Україна Оксана Шишкова гайд - Віталій Казаков       | Німеччина Клара Клуг гайд - Мартін Хартл        |
| 12,5 км, сидячи            | Німеччина Андреа Ескау                                                 | США Оксана Мастерс                                  | Білорусь Лідія Графеєва                         |
| 12,5 км, стоячи            | Незалежні паралімпійські атлети Ганна Міленіна                         | Незалежні паралімпійські атлети Катерина Рум'янцева | Канада Бретань Худак                            |
| 12,5 км, з порушенням зору | Незалежні паралімпійські атлети Михайлина Лисова гайд - Олексій Іванов | Україна Оксана Шишкова гайд - Віталій Казаков       | Німеччина Клара Клуг гайд - Мартін Хартл        |